# Geoffroi de Vayrols
Geoffroi de Vayrols († 10. März 1376 in Toulouse) war von 1342 bis 1347 Bischof von Lausanne, von 1347 bis 1357 Bischof von Carpentras, von 1357 bis 1361 Bischof von Carcassonne und von 1361 bis zu seinem Tod Erzbischof von Toulouse.

## Leben
Geoffroi entstammte einer Adelsfamilie aus Cahors im Quercy, die sich nach der Herrschaft Vayrols südöstlich von Cahors nannte. 1329 wurde er Domkantor in Barcelona, 1334 Domherr von Cahors und Kanzler des Bischofs. Am 20. November 1342 ernannte Papst Clemens VI. ihn zum Bischof von Lausanne. Geoffroi hielt sich bei der Kurie in Avignon auf und nahm sein Bistum nie in Besitz, sondern ließ sich von einem Generalvikar vertreten. 1344 einigte er sich mit Ludwig II., Herr der Waadt, auf eine Teilung der Herrschaftsrechte im Hochstift. Die weltliche Gewalt wurde von einem gemeinsam ernannten Vogt ausgeübt. Geoffroi wurde am 19. Februar 1347 nach Carpentras und am 18. Januar 1357 nach Carcassonne transferiert. Am 10. März 1361 wurde er Erzbischof von Toulouse, dieses Amt übte er bis zu seinem Tod 1376 aus.